# Barkamirtuszvirágúak
A barkamirtuszvirágúak (Garryales) zárvatermő növények apró rendje. Két, egymással össze nem függő területen – Nyugat-USA-tól Közép-Amerikán át a Karib-térségig, illetve az ázsiai régióban Szikkimtől Kínán át Japánig — növő, kétlaki fák és bokrok. Virágtakarójuk erősen redukált vagy teljesen hiányzik. Fajaik többségét a szél porozza be.
Két családjukat három nemzetségre tagolják:
- barkamirtuszfélék családja (Garryaceae):
  - barkamirtusz (Garrya),
  - babérsom (Aucuba);
- gumiszilfélék családja (Eucommiaceae) egyetlen fajjal
  - kínai gumiszil (kínai gumifa, Eucommia ulmoides).

Az APG III-rendszer az asteridae csoportba sorolja ezeket. A Cronquist-rendszerben a Garryaceae a Cornales rendben, az Eucommiaceae pedig saját, a Hamamelididae alá sorolt rendben szerepelt.